# Teemu Mäkinen
Pour les articles homonymes, voir Mäkinen.
Teemu Mäkinen, né en 1968, est un géophysicien finlandais célèbre pour avoir été un des pionniers de l'auto-publication de bandes dessinées sur Internet, au milieu des années 1990. Son œuvre la plus célèbre, « The Sixth Seal », est une saga de science-fiction cérébrale et inspirée, inachevée à ce jour.